# Ane Mærsk Mc-Kinney Uggla
Ane Mærsk Mc-Kinney Uggla (født 3. juli 1948) er en svensk-dansk erhvervsleder.
Som yngste datter af Mærsk Mc-Kinney Møller er Ane Mærsk Mc-Kinney Uggla en af arvingerne til Danmarks største virksomhed, A.P. Møller-Mærsk. Hun er siden 2012 formand for fondene A.P. Møllers familiefond og A.P. Møller og Hustru Chastine Mc-Kinney Møllers Fond til almene Formaal, der har den bestemmende indflydelse på driften af koncernen. I 1991 blev Mc-Kinney Uggla medlem af bestyrelsen for Dampskibsselskabet af 1912, og da det i 2003 fusionerede med Dampskibsselskabet Svendborg og blev til det nuværende A.P. Møller-Mærsk blev hun næstformand. Allerede i 1986 blev hun dog medlem af bestyrelsen i Almenfonden. 2005 blev hun Ridder af Dannebrog.
Den 14. juni 2013 forestod Ane Mærsk Mc-Kinney Uggla på Daewoo Værftet i Sydkorea navngivningen af det første af 20 nye containerskibe af Mærsk Triple E-klasse. Skibet, der er verdens største skib, fik navnet Mærsk Mc-Kinney Møller efter hendes far. I tilknytning til denne navngivning gav hun også sit første selvstændige interview til dansk tv.
Ane Mærsk Mc-Kinney Uggla blev student fra N. Zahles Skole i 1966 og tresproglig korrespondent fra Handelshøjskolen i København i 1969. I 1977 tog hun desuden en filosofisk grad fra Stockholms universitet. Hun er bosiddende i Stockholm,  Sverige og er moder til sønnerne Johan og Robert.